# Qingaphodius nikodymi
Qingaphodius nikodymi är en skalbaggsart som beskrevs av Kral 1997. Qingaphodius nikodymi ingår i släktet Qingaphodius och familjen Aphodiidae. Inga underarter finns listade i Catalogue of Life.